# 1984년 일본 프로 야구 올스타전
1984년 일본 프로 야구 올스타전은 1984년 7월 21일과 7월 22일, 7월 24일에 열린 일본 프로 야구의 올스타전 경기이다.

## 개요
전년도에 2년 연속 일본 시리즈 정상에 오른 세이부 라이온스의 히로오카 다쓰로 감독이 퍼시픽 리그 올스타팀을 이끌었고 센트럴 리그 우승을 차지한 요미우리 자이언츠의 오 사다하루 감독이 센트럴 리그 올스타팀의 지휘를 맡은 올스타전이다(센트럴 올스타팀 감독은 후지타 모토시가 이끌어야 했지만 전년도 일본 시리즈 종료와 동시에 요미우리 감독직에서 물러났다. 원래는 일본 시리즈에서 우승해도 사다하루에게 감독 자리를 넘겨주는 것이 정해져 있었다).
그해 올스타전은 전년도와 마찬가지로 퍼시픽 올스타팀의 타선이 살아났는데 1차전에서는 5회까지 12점을 대량 득점했고 2차전에도 부머 웰스(한큐)의 2안타로 퍼시픽 올스타팀이 초반에 승리를 결정지었다. 센트럴 올스타팀은 작년까지 5연패를 당했는데 2년 연속 전패를 피하고 싶은 센트럴 올스타팀은 3차전 개최지인 나고야 구장에서 홈팀인 주니치 드래곤스의 선수만으로 선발을 정했다. 그리고 센트럴 올스타팀 2번째 투수인 에가와 스구루(요미우리)가 등판하여 경기 흐름이 단번에 센트럴 올스타팀으로 기울어 졌다. 1971년 1차전에서 에나쓰 유타카의 9연속 탈삼진 기록을 세운 것에 의해 매 이닝 연속 탈삼진을 기록하여 맞이하게 된 9번째 타자이자 마지막 타자인 오이시 다이지로에게 던진 3구째 커브가 방망이에 맞으면서 결과는 2루 땅볼이 됐다. 에나쓰의 기록에 1개는 부족했지만 에가와는 8연속 탈삼진 기록을 세운 공로로 3차전 MVP에 선정되는 영예를 안게 됐다.
이 해에는 3경기 모두 센트럴 리그 홈 구장에서 열렸다(1981년 이래 3년 만의 일이다). 2019년에 1차전을 도쿄 돔, 2차전을 한신 고시엔 구장에서 금년도와 같은 순서로 개최했다.

## 출장 선수
| 센트럴 리그 | 센트럴 리그         | 센트럴 리그 | 센트럴 리그 |
| ----------- | ------------------- | ----------- | ----------- |
| 감독        | 오 사다하루         | 요미우리    |             |
| 코치        | 고바 다케시         | 히로시마    |             |
| 코치        | 세키네 준조         | 다이요      |             |
| 투수        | 니시모토 다카시     | 요미우리    | 5           |
| 투수        | 에가와 스구루       | 요미우리    | 5           |
| 투수        | 야마네 가즈오       | 히로시마    | 2           |
| 투수        | 오노 유타카         | 히로시마    | 3           |
| 투수        | 엔도 가즈히코       | 다이요      | 2           |
| 투수        | 야마모토 가즈유키   | 한신        | 5           |
| 투수        | 우시지마 가즈히코   | 주니치      | 2           |
| 투수        | 스즈키 다카마사     | 주니치      | 5           |
| 투수        | 가쿠 겐지           | 주니치      | 2           |
| 투수        | 가지마 겐이치       | 야쿠르트    | 5           |
| 포수        | 야마쿠라 가즈히로   | 요미우리    | 4           |
| 포수        | 나카오 다카요시     | 주니치      | 2           |
| 포수        | 야에가시 유키오     | 야쿠르트    | 첫 출장     |
| 1루수       | 나카하타 기요시     | 요미우리    | 4           |
| 2루수       | 시노즈카 도시오     | 요미우리    | 3           |
| 3루수       | 하라 다쓰노리       | 요미우리    | 4           |
| 유격수      | 다카하시 요시히코   | 히로시마    | 4           |
| 내야수      | 기누가사 사치오     | 히로시마    | 10          |
| 내야수      | 고바야카와 다케히코 | 히로시마    | 첫 출장     |
| 내야수      | 다카기 유타카       | 다이요      | 2           |
| 내야수      | 가케후 마사유키     | 한신        | 9           |
| 내야수      | R. 바스             | 한신        | 첫 출장     |
| 내야수      | 야자와 겐이치       | 주니치      | 9           |
| 외야수      | 야마모토 고지       | 히로시마    | 12          |
| 외야수      | 마쓰모토 다다시     | 요미우리    | 4           |
| 외야수      | 다오 야스시         | 주니치      | 5           |
| 외야수      | 야마사키 류조       | 히로시마    | 첫 출장     |
| 외야수      | 오시마 야스노리     | 주니치      | 4           |
| 외야수      | 와카마쓰 쓰토무▲    | 야쿠르트    | 11          |

| 퍼시픽 리그 | 퍼시픽 리그        | 퍼시픽 리그 | 퍼시픽 리그 |
| ----------- | ------------------ | ----------- | ----------- |
| 감독        | 히로오카 다쓰로    | 세이부      |             |
| 코치        | 우에다 도시하루    | 한큐        |             |
| 코치        | 오사와 게이지      | 닛폰햄      |             |
| 투수        | 야마다 히사시      | 한큐        | 12          |
| 투수        | 히가시오 오사무    | 세이부      | 7           |
| 투수        | 사토 요시노리      | 한큐        | 2           |
| 투수        | 이마이 유타로      | 한큐        | 4           |
| 투수        | 다나카 도미오      | 닛폰햄      | 첫 출장     |
| 투수        | 가와하라 쇼지      | 닛폰햄      | 첫 출장     |
| 투수        | 스즈키 게이시      | 긴테쓰      | 15          |
| 투수        | 스즈키 야스지로    | 긴테쓰      | 3           |
| 투수        | 야마우치 가즈히로  | 난카이      | 2           |
| 투수        | 후카자와 요시오    | 롯데        | 첫 출장     |
| 투수        | 이시카와 마사루    | 롯데        | 첫 출장     |
| 투수        | 마쓰누마 마사유키▲ | 세이부      | 4           |
| 포수        | 가가와 노부유키    | 난카이      | 2           |
| 포수        | 이토 쓰토무        | 세이부      | 첫 출장     |
| 포수        | 오미야 다쓰오      | 닛폰햄      | 3           |
| 1루수       | 부머 W.            | 한큐        | 첫 출장     |
| 2루수       | 오이시 다이지로    | 긴테쓰      | 3           |
| 3루수       | 오치아이 히로미쓰  | 롯데        | 4           |
| 유격수      | 이시게 히로미치    | 세이부      | 4           |
| 내야수      | 다부치 고이치      | 세이부      | 12          |
| 내야수      | 유미오카 게이지로  | 한큐        | 첫 출장     |
| 내야수      | 마쓰나가 히로미    | 한큐        | 2           |
| 외야수      | 후쿠모토 유타카    | 한큐        | 14          |
| 외야수      | 가도타 히로미쓰    | 난카이      | 9           |
| 외야수      | 미노다 고지        | 한큐        | 3           |
| 외야수      | T. 크루즈          | 닛폰햄      | 2           |
| 외야수      | 구리하시 시게루    | 긴테쓰      | 4           |
| 외야수      | 고노 다카유키      | 난카이      | 4           |
| 외야수      | 다카자와 히데아키  | 롯데        | 첫 출장     |

- 굵은 글씨는 팬 투표로 선출된 선수, ▲는 출장 사퇴 선수 발생에 의한 보충 선수.

## 올스타전 경기 결과

### 1차전

#### 스코어
| 팀 | 1 | 2 | 3 | 4 | 5 | 6 | 7 | 8 | 9 | R  | H  | E |
| 퍼시픽 | 0 | 4 | 3 | 3 | 2 | 0 | 0 | 0 | 2 | 14 | 15 | 1 |
| 센트럴 | 3 | 0 | 0 | 1 | 0 | 1 | 0 | 0 | 0 | 5  | 11 | 4 |
| 승리 투수: 마쓰누마 마사유키(세이부) 패전 투수: 니시모토 다카시(요미우리) 홈런: 퍼시픽 – 이시게 히로미치(세이부·2회 3점), 미노다 고지(한큐·5회 2점) 센트럴 – 야마모토 고지(히로시마·1회 3점) |   |   |   |   |   |   |   |   |   |    |    |   |

#### 출장 선수
| 퍼시픽 | 퍼시픽 | 퍼시픽            |
| 타순   | 수비   | 선수              |
| ------ | ------ | ----------------- |
| 1      | (二)   | 오이시 다이지로   |
| 2      | (좌)   | 후쿠모토 유타카   |
| 3      | (중)   | 미노다 고지       |
| 4      | (一)   | 부머 W.           |
| 5      | (우)   | T. 크루즈         |
| 6      | (三)   | 오치아이 히로미쓰 |
| 7      | (유)   | 이시게 히로미치   |
| 8      | (포)   | 이토 쓰토무       |
| 9      | (투)   | 마쓰누마 마사유키 |

| 센트럴 | 센트럴 | 센트럴            |
| 타순   | 수비   | 선수              |
| ------ | ------ | ----------------- |
| 1      | (중)   | 마쓰모토 다다시   |
| 2      | (유)   | 다카하시 요시히코 |
| 3      | (一)   | 나카하타 기요시   |
| 4      | (좌)   | 야마모토 고지     |
| 5      | (三)   | 하라 다쓰노리     |
| 6      | (二)   | 시노즈카 도시오   |
| 7      | (우)   | 다오 야스시       |
| 8      | (포)   | 야마쿠라 가즈히로 |
| 9      | (투)   | 니시모토 다카시   |

#### 수상 선수
MVP
- 미노다 고지(한큐)

### 2차전

#### 스코어
| 팀 | 1 | 2 | 3 | 4 | 5 | 6 | 7 | 8 | 9 | R | H | E |
| 퍼시픽 | 0 | 0 | 1 | 1 | 0 | 4 | 0 | 0 | 0 | 6 | 9 | 3 |
| 센트럴 | 0 | 0 | 0 | 3 | 0 | 0 | 2 | 0 | 0 | 5 | 8 | 1 |
| 승리 투수: 스즈키 야스지로(긴테쓰) 패전 투수: 니시모토 다카시(요미우리) 세이브: 히가시오 오사무(세이부) 홈런: 퍼시픽 – 이시게 히로미치(세이부·3회 1점), 부머 웰스(한큐·4회 1점), 가도타 히로미쓰(난카이·6회 2점) 센트럴 – 나카하타 기요시(요미우리·4회 1점), 야자와 겐이치(주니치·4회 1점) |   |   |   |   |   |   |   |   |   |   |   |   |

#### 출장 선수
| 퍼시픽 | 퍼시픽 | 퍼시픽            |
| 타순   | 수비   | 선수              |
| ------ | ------ | ----------------- |
| 1      | (二)   | 오이시 다이지로   |
| 2      | (좌)   | 후쿠모토 유타카   |
| 3      | (중)   | 미노다 고지       |
| 4      | (一)   | 부머 W.           |
| 5      | (우)   | 가도타 히로미쓰   |
| 6      | (三)   | 오치아이 히로미쓰 |
| 7      | (유)   | 이시게 히로미치   |
| 8      | (포)   | 오미야 다쓰오     |
| 9      | (투)   | 스즈키 게이시     |

| 센트럴 | 센트럴 | 센트럴            |
| 타순   | 수비   | 선수              |
| ------ | ------ | ----------------- |
| 1      | (중)   | 마쓰모토 다다시   |
| 2      | (二)   | 다카기 유타카     |
| 3      | (一)   | 나카하타 기요시   |
| 4      | (三)   | 가케후 마사유키   |
| 5      | (우)   | 야자와 겐이치     |
| 6      | (좌)   | 오시마 야스노리   |
| 7      | (유)   | 다카하시 요시히코 |
| 8      | (포)   | 나카오 다카요시   |
| 9      | (투)   | 야마네 가즈오     |

#### 수상 선수
MVP
- 부머 웰스(한큐)

### 3차전

#### 스코어
| 팀 | 1 | 2 | 3 | 4 | 5 | 6 | 7 | 8 | 9 | R | H | E |
| 퍼시픽 | 0 | 1 | 0 | 0 | 0 | 0 | 0 | 0 | 0 | 1 | 3 | 1 |
| 센트럴 | 0 | 0 | 0 | 1 | 0 | 1 | 0 | 2 | X | 4 | 7 | 0 |
| 승리 투수: 에가와 스구루(요미우리) 패전 투수: 스즈키 야스지로(긴테쓰) 세이브: 우시지마 가즈히코(주니치) 홈런: 퍼시픽 – 부머 웰스(한큐·2회 1점) 센트럴 – 나카하타 기요시(요미우리·8회 2점) |   |   |   |   |   |   |   |   |   |   |   |   |

#### 출장 선수
| 퍼시픽 | 퍼시픽 | 퍼시픽            |
| 타순   | 수비   | 선수              |
| ------ | ------ | ----------------- |
| 1      | (二)   | 오이시 다이지로   |
| 2      | (중)   | 후쿠모토 유타카   |
| 3      | (우)   | 미노다 고지       |
| 4      | (一)   | 부머 W.           |
| 5      | (좌)   | 구리하시 시게루   |
| 6      | (三)   | 오치아이 히로미쓰 |
| 7      | (유)   | 이시게 히로미치   |
| 8      | (포)   | 이토 쓰토무       |
| 9      | (투)   | 야마우치 가즈히로 |

| 센트럴 | 센트럴 | 센트럴            |
| 타순   | 수비   | 선수              |
| ------ | ------ | ----------------- |
| 1      | (중)   | 다오 야스시       |
| 2      | (二)   | 시노즈카 도시오   |
| 3      | (一)   | 야자와 겐이치     |
| 4      | (좌)   | 야마모토 고지     |
| 5      | (三)   | 가케후 마사유키   |
| 6      | (우)   | 오시마 야스노리   |
| 7      | (유)   | 다카하시 요시히코 |
| 8      | (포)   | 나카오 다카요시   |
| 9      | (투)   | 가쿠 겐지         |

#### 수상 선수
MVP
- 에가와 스구루(요미우리)

3이닝을 던져 8연속 탈삼진을 기록했다. 그러나 에나쓰 유타카의 9연속 탈삼진에는 미치지 못했다.

## 기념 경기·OB 올스타전
1984년에는 프로 야구 발족 50주년을 기념한 연도였는데 1차전에 앞서 ‘OB 올스타전’이 개최돼 왕년의 명선수들이 그라운드에서 홈런 경쟁 등을 펼친 후 5회까지로 끝나는 경기를 가졌다. 오 사다하루(센트럴 올스타팀·전 요미우리)와 이나오 가즈히사(퍼시픽 올스타팀·전 니시테쓰) 등이 홈런을 쳐서 관객들을 즐겁게 했다. 더욱이 특별 게스트로서 행크 에런도 등장했다.
| 퍼시픽 | 0 | 4 | 0 | 0 | 4 | 8 |
| 센트럴 | 0 | 4 | 1 | 0 | 0 | 5 |

MVP
- 후지와라 미쓰루(전 난카이)

## 같이 보기
- 일본 야구 기구
- 일본 프로 야구 올스타전